# Rapidlok
Электровоз Rapidlok — четырёхосный электровоз переменного тока (15 кВ, 16,7 Гц) строившийся на заводах шведской компании Allmänna Svenska Elektriska Aktiebolaget.
Производство электровоза было начато в 1955 году, были построены две единицы, показавшие свою эффективность и SJ AB заказал ещё восемь. Локомотивы были предназначены для высокоскоростных пассажирских поездов на основных линиях и только в исключительных случаях для грузовых поездов. В это время, максимальная скорость на шведских железных дорогах составляла 130 км/ч, в то время как данные локомотивы развивали 150 км/ч. Локомотивы работали в основном на линии Стокгольм — Гётеборг и Стокгольм — Осло.
В конце 1980-х годов почти все локомотивы были изъяты из эксплуатации. Только два локомотива находились в эксплуатации до 1996 года. Большинство электровозов сохранились и нашли своё последнее пристанище в различных музеях (в частности в Шведском железнодорожном музее) и железнодорожных клубах.
Электровоз имеет две кабины машиниста. На буферном брусе установлены буфера и винтовая упряжь.